# زوجتي الخطرة (مسلسل كوري)
زوجتي الخطرة (بالكورية:나의 위험한 아내); هو مسلسل تلفزيوني كوري جنوبي لعام 2020. إنها النسخة الكورية من المسلسل التلفزيوني الياباني «زوجتي الخطرة» لعام 2016، تم عرضه على قناة إم بي إن في 5 أكتوبر 2020. 

## القصة
تتحدث دراما “زوجتي الخطيرة” عن زوجين يبدآن حرباً في المنزل باختيارات خطيرة للغاية لإيجاد معنى الحياة كزوج وزوجة في المجتمع الكوري. “شيم جاي كيونج” ذكية وطيبة القلب وثرية. وزوجها من “كيم يون تشول” الطاهي الشهير ذو الشخصية المرحة. تزوجا منذ 6 سنوات. تستمتع بحياتها الزوجية السعيدة مع زوجها، لكنها تتورط في قضية اختطاف غامضة. بينما زوجها يشعر بالملل من زواجه. تحاول “جين سون مي” الموظفة لديه التقرب منه بعلاقة خاصة.

## طاقم
- كيم جونغ إيون: في دور سيم جاي كيونغ[3]
- تشوي وون يونغ: في دور كيم يون تشول[3]
- تشوي يوهوا: في دور جين سون مي[3]
- يون جونغ سوك: في دور جو مين كيو[3]
- شيم هاي-جين: في دور هان أيون هي[3]
- لي جون هيوك: في دور سيو جي تاي[3]

## المشاهدات
| الموسم | الموسم | رقم الحلقة | رقم الحلقة | رقم الحلقة | رقم الحلقة | رقم الحلقة | رقم الحلقة | رقم الحلقة | رقم الحلقة | رقم الحلقة | رقم الحلقة | رقم الحلقة | رقم الحلقة | رقم الحلقة | رقم الحلقة | رقم الحلقة | رقم الحلقة | المتوسط |
| الموسم | الموسم | 1          | 2          | 3          | 4          | 5          | 6          | 7          | 8          | 9          | 10         | 11         | 12         | 13         | 14         | 15         | 16         | المتوسط |
| ------ | ------ | ---------- | ---------- | ---------- | ---------- | ---------- | ---------- | ---------- | ---------- | ---------- | ---------- | ---------- | ---------- | ---------- | ---------- | ---------- | ---------- | ------- |
|        | 1      | غ/م        | غ/م        | 543        | 588        | 530        | 449        | غ/م        | غ/م        | 566        | غ/م        | 659        | 698        | غ/م        | 496        | 551        | 639        | N/A     |

| الحلقة | تاريخ البث الأصلي | (تقييمات نيلسن كوريا) | (تقييمات نيلسن كوريا) |
| الحلقة | تاريخ البث الأصلي | على الصعيد الوطني     | سيئول                 |
| ------ | ----------------- | --------------------- | --------------------- |
| 1      | 5 أكتوبر 2020     | 2.578٪                | 2.769٪                |
| 2      | 6 أكتوبر 2020     | 2.409٪                | غير متاح              |
| 3      | 12 أكتوبر 2020    | 2.835٪                | 2.975٪                |
| 4      | 13 أكتوبر 2020    | 3.053٪                | غير متاح              |
| 5      | 19 أكتوبر 2020    | 2.783٪                | 2.836٪                |
| 6      | 20 أكتوبر 2020    | 2.440٪                | 2.749٪                |
| 7      | 26 أكتوبر 2020    | 2.208٪                | غير متاح              |
| 8      | 27 أكتوبر 2020    | 1.744٪                | غير متاح              |
| 9      | 2 نوفمبر 2020     | 2.700٪                | 2.612٪                |
| 10     | 3 نوفمبر 2020     | 2.278٪                | غير متاح              |
| 11     | 9 نوفمبر 2020     | 3.357٪                | 3.465٪                |
| 12     | 10 نوفمبر 2020    | 3.403٪                | 3.447٪                |
| 13     | 16 نوفمبر 2020    | 2.318%                | غير متاح              |
| 14     | 17 نوفمبر 2020    | 2.447%                | 2.338%                |
| 15     | 23 نوفمبر 2020    | 3.040%                | 3.312%                |
| 16     | 24 نوفمبر 2020    | 3.380%                | 3.601%                |
| معدل   | معدل              | 2.686%                | N/A                   |

## الإنتاج
المسسل من كتابة هوانغ دا- ايون من اعمالها نادي الانتقام الجماعي (2023). ومن تخطيط MBN وانتاج من قبل كي ايست. في 8 اغسطس 2020، أعلنت كي ايست انها وقعت عقدا لانتاج "زوجتي الخطرة" بقيمة 11.4 مليار وون لمجموعة MBN.

## روابط خارجية
- الموقع الرسمي
 (بالكورية)
- زوجتي الخطرة على موقع IMDb (الإنجليزية)
- زوجتي الخطرة على موقع فيلمافينيتي (الإسبانية)
- زوجتي الخطرة على موقع قاعدة بيانات الفيلم (الإنجليزية)
- زوجتي الخطرة على هانسينما